# 约翰·麦克劳德 (篮球运动员)
约翰·麦克劳德（英語：John McLeod，1934年—），加拿大男子篮球运动员。他曾代表加拿大获得1956年夏季奥运会篮球比赛男子第九名。他也参加了1959年世界篮球锦标赛。